# ОШ „Ђуро Стругар” Нови Београд
Основна школа „Ђуро Стругар“ једна је од школа на Новом Београду. Налази се у новобеоградском Блоку 37 на адреси у Милутина Миланковића 148. у мирном и средишњем делу насеља.

## Опште информације
Школа се простире на површини од 4500 m2, а настава се изводи у 22 учионице од чега је 10 класичних учионица и 10 кабинета. Школа поседује салу за физичку образовање, библиотеку са читаоницом, као и велико школско двориште са видео надзором и интерфоном. Део дворишта је травнати терен. У школи се изводи и инклузивна настава, а постоји и програм продуженог боравка.
У августу 2019. године у медијима се појавила информација да се школа затвара и да ће се ђаци пребацити у у школу „Ратко Митровић”, али до тога није дошло.

## Историјат
Школа је основана на Палилули и налазила се између улица Јаше Продановића, Здравка Челара и Браће Грим. Одлуку о основању школе донео је народни одбор града Београда на седници која је одржавана 5. октобра 1954. године. Школска зграда је имала дванаест учионица и седам мањих помоћних просторија. Још након отварања школа је имала проблема са простором, па се он проширивао. Први директор школе био је Ђуро Суботин, а у њој су радили професори Теодорсић Вера, Шошкић Марко, Емилија Ђаковић, Мира Ратајац, Јованка Играшанац и други. Након што се број ученика повећао, решењем Скупштине града Београда донетом 24. априла 1969. године, школски колектив пресељен је након петнаест година рада у нову зграду у Блоку 37 у улицу Трећи булевар (данас ул. Милутина Миланковића).
У новој згради из 1969. године већи део ученика чинила су деца војних лица која су дошла из различитих крајева СФРЈ. У то време школа је имала доста ученика па је радила у три смене, највише у школској 1971/1972. години са укупно 1736 ђака у 56 одељења. Након завршетка школске 1971/1972. године из школе је издвојен један део ученика и наставника и они су прешли у школу „Ратко Митровић”, која се налази у непосредној близини, у Блоку 38.
Током деведесетих година школска зграда је пропала, а реновинарана је почетком двехиљадитих година.
Школа носи назив по Ђури Стругару, (Метеризи, код Цетиња, 9. мај 1912 — Београд, септембар 1941), адвокатском приправнику, учеснику Народноослободилачке борбе и народном хероју Југославије.